# Terminalia boivinii
Terminalia boivinii là một loài thực vật có hoa trong họ Trâm bầu. Loài này được Tul. miêu tả khoa học đầu tiên năm 1856.